# Сепаратизм в Індії
Сепаратизм в  Індії — явище, викликане прагненням ряду етнічних груп, що компактно проживають на території Індії, до утворення незалежних національних держав.

## Сикхський сепаратизм
В 1920 була створена сикхская партія «Акали дав», яка в 1944 вперше висуває вимогу про створення на території штату Пенджаб незалежної держави Сікхістан. В 1971 рік у в  Пенджабі на півроку вводиться президентське правління. У відповідь на це Дж. С. Чаухан (відомий учений-сикх, член партії «Акали дав») висуває гасло про створення «Халістан». 1987, 7 жовтня було оголошено про створення «незалежної» держави Халістан. Президентом «нової держави» став Гурме Сінгх Аулах (вельми шановний емігрант, який очолював в США сикхську діаспору). Незалежність було проголошено у Вашингтоні. 

## Кашмірський сепаратизм
Кашмірський конфлікт — триває з 1947 р конфлікт між Індією і Пакистаном через належність Кашміра, основна причина індо-пакистанського конфлікту.

## Нага сепаратизм
Національний соціалістичний рада Нагаленда — організація в індійському штаті Нагаленд, яка веде боротьбу за звільнення Нагаленда і створення незалежної Народної республіки Нахаліїлу, що охоплює крім території Нагаленда ще й частина території сусідньої індійського штату Маніпур і М'янми, в невеликому ступені захоплюючи Ассам і Аруначал-Прадеш.

## Ассамський сепаратизм
Ассамських опір — націоналістичний рух в індійському штаті Ассам.
Рух набрав чинності з 1970 року. Різні угруповання руху вимагають автономії районів Бодо і Карби, організовують численні етнічні конфлікти, антиурядові виступи і захоплення заручників.

## Гуркхскій сепаратизм
В 2009 році «Бхаратія джаната парті» оголосила, що в разі перемоги на виборах вона займеться самовизначенням малих народів і виділить Горкхаланд і Телангана в окремі штати. Однак партія не змогла перемогти на виборах. Проте це питання продовжує розглядатися в уряді.

## Бодо сепаратизм
Освіта автономії Бодоланд в 2003 ріку в результаті здачі зброї «Тигрів звільнень Бодоланда» (BLT) значно знизило напруженість. Активісти ULFA і KLO довгий час базувалися в Бутані, поки не були  відтіснені звідти урядовими військами в грудні 2003 року.